# White Pudding

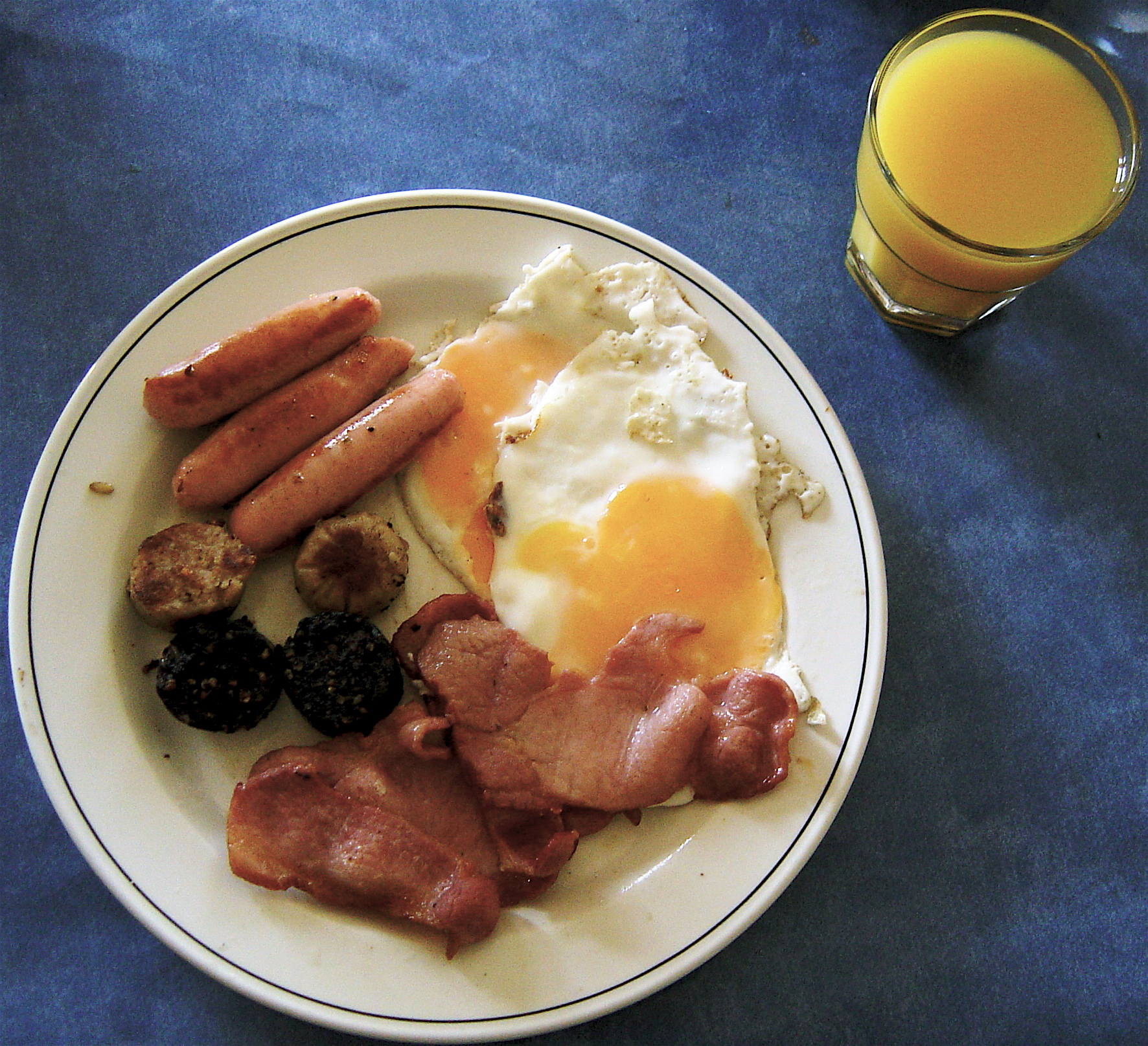
Irisches Frühstück mit Würsten, Black und White Pudding, Speck und Spiegeleiern, dazu Orangensaft

White Pudding (deutsch: weißer Pudding) oder Oatmeal Pudding (deutsch: Haferflockenpudding) ist eine in Irland, Schottland und auf Neufundland verbreitete und beliebte Speise. Er besteht üblicherweise aus Schweinefleisch und Fett, Rindernierenfett, Brot und Haferflocken und wird zu einer Wurst geformt. Diese Wurst wird entweder als Ganzes gekocht oder in Scheiben geschnitten gebraten.
In Schottland ist White Pudding auch als Mealy Pudding bekannt und besteht aus Rindernierenfett, Haferflocken, Zwiebeln und Gewürzen, in den südwestenglischen Grafschaften Devon und Cornwall als Hog's Pudding, welcher teilweise auch einen hohen Anteil an Eingeweiden wie Leber und Lunge enthält.
In Irland ist White Pudding Teil des irischen Frühstücks, in Schottland wird in Backteig frittierter White Pudding anstelle von Fisch in Fish’n’Chips-Shops verkauft. White Pudding mit Chips ist auch als White Pudding Supper bekannt. In Schottland wird White Pudding traditionell auch zu Mince and Tatties gegessen.
Neben White Pudding existieren auch Black Pudding (Blutpudding) und Red Pudding, welcher gewürztes Schweinefleisch enthält.